# アルフォンソ・アルベイザ
アルフォンソ・アルバイザ（Alfonso Albaisa、1964年10月生）は、アメリカ合衆国出身の自動車デザイナーである。

## 略歴
フロリダ州マイアミで生まれ育つ。両親はキューバからの移民である。ニューヨークのプラット・インスティテュートを卒業し、デトロイトのカレッジ・フォー・クリエイティブ・スタディーズにも通った。1988年、北米日産に入社しサンディエゴのデザインチームに加わる。2004年、日産デザインアメリカのデザインディレクターに任命される。2007年にはVPとして日産デザインヨーロッパに移ったが、2011年に日産デザインアメリカのVPとして帰国した。2012年、日産グローバルデザインのデザインディレクターに任命。
2013年4月1日、インフィニティのエグゼクティブデザインディレクターに就任。
2016年9月、アルベイザは家族のルーツを探るべく両親の故郷であるキューバを初めて訪れ、インフィニティ・Q60でハバナの街を走った。なお、アメリカの新車がキューバで登録されたのは実に58年ぶりの出来事となった。
2017年3月14日、退任する中村史郎の後任として日産自動車のグローバルデザイン統括担当SVPに任命。なお、インフィニティのエグゼクティブデザインディレクターの後任にはBMWから移籍してきたカリム・ハビブが就任する。
アルベイザは現在、厚木市の日産のデザインセンターを拠点としている。

## 代表作
- 日産・エリュールコンセプト
- 日産・エクストレムコンセプト
- インフィニティ・QX30
- インフィニティ・Q60
- インフィニティ・Q80インスピレーション
- インフィニティ・QX50コンセプト